# Stazione di Bellaria
La stazione di Bellaria è una stazione ferroviaria posta sulla linea Ferrara-Rimini, a servizio del centro abitato di Bellaria-Igea Marina.

## Storia

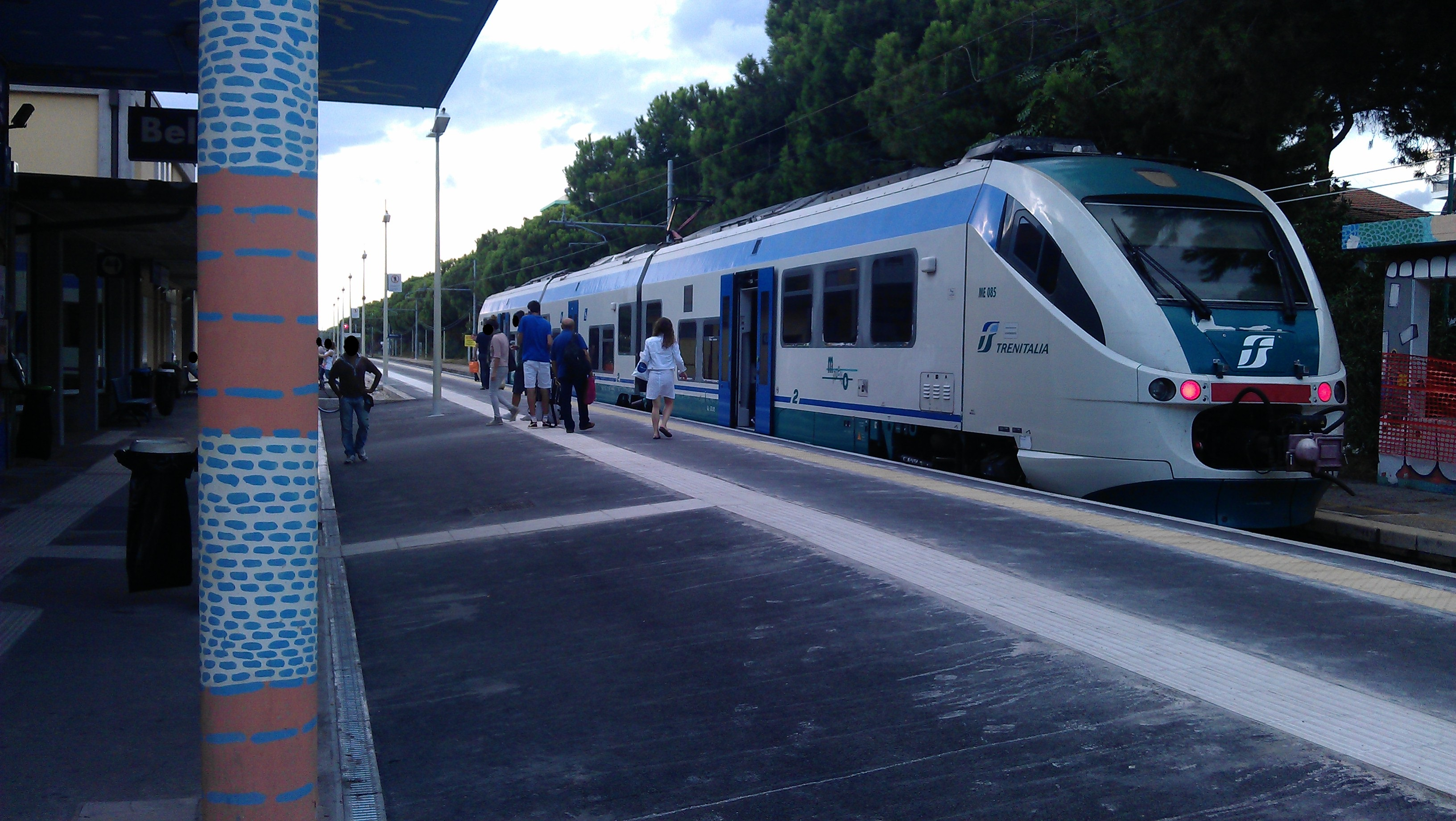
Minuetto ME 085 in sosta a Bellaria dopo la riqualificazione

Nel 2013, la stazione fu interessata da una serie di lavori che comportarono:
- l'eliminazione dell'originario primo binario al fine di costruire una nuova banchina a servizio del secondo, rinumerato per l'occasione come primo;
- l'eliminazione del binario secondario a servizio del dismesso scalo merci[1].

Il nuovo marciapiede, lungo 250 m e alto 55 cm dal piano del ferro, è stato realizzato secondo le caratteristiche previsti da RFI con un percorso adatto alle persone con disabilità e con una linea gialla formata da mattonelle non lisce.

## Movimento
La stazione è servita da treni regionali svolti da Trenitalia Tper nell'ambito del contratto di servizio stipulato con la regione Emilia-Romagna.
Al 2007, l'impianto risultava frequentato da un traffico giornaliero di circa 300 persone.
A novembre 2019, la stazione risultava frequentata da un traffico giornaliero medio di circa 392 persone (193 saliti + 199 discesi).

## Servizi
La stazione è classificata da RFI nella categoria bronze.